# Friedemann Dähn

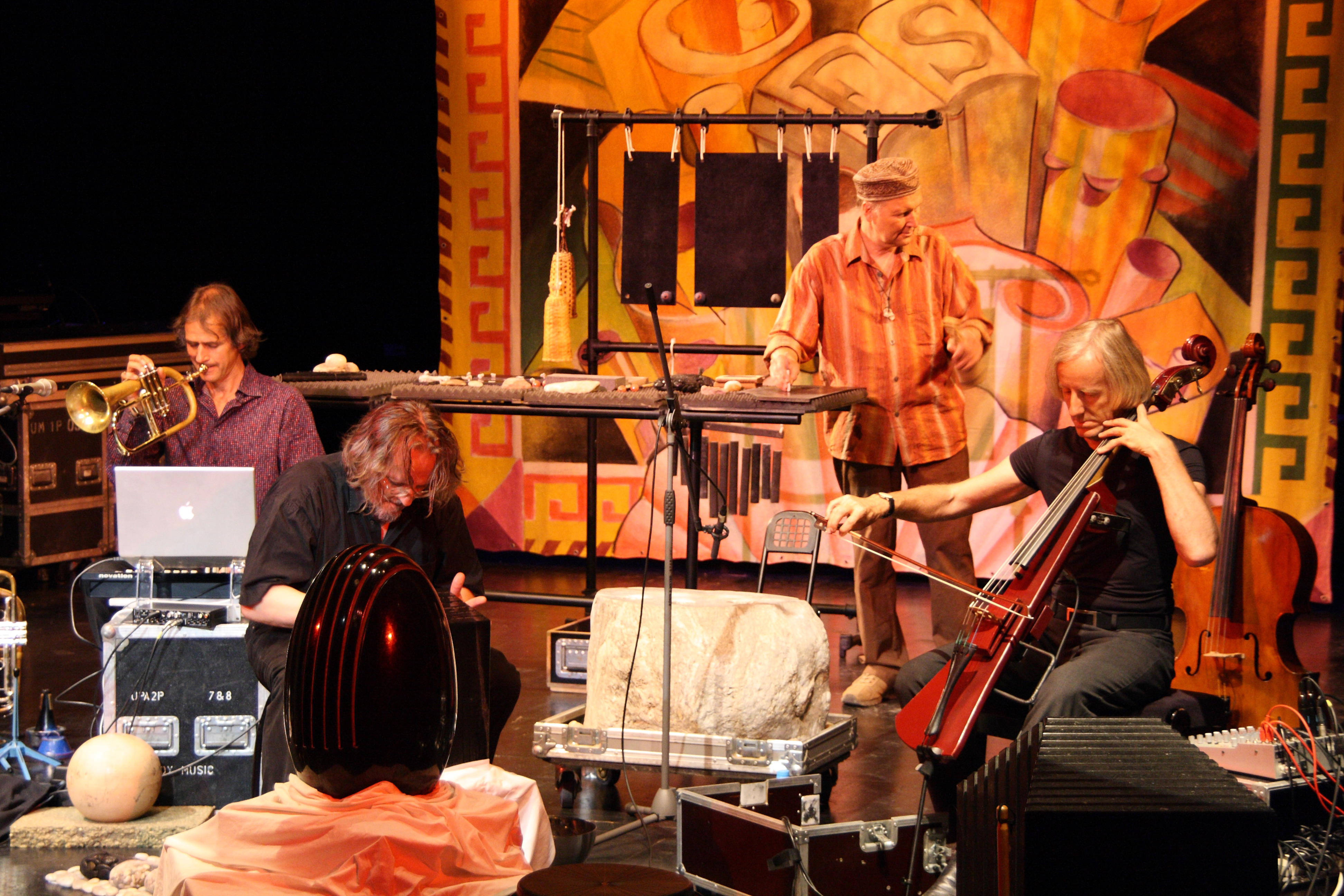
V. l. n. r.: Markus Stockhausen, Klaus Feßmann, Manfred Kniel und Fried Dähn (Ensemble Klangstein) auf dem TFF Rudolstadt, 2009

Friedemann „Fried“ Dähn (* 1958 in Tübingen) ist ein deutscher Cellist, Experimentalmusiker und Medienkünstler.

## Leben und Wirken
Dähn wurde 1958 in Tübingen geboren und wuchs in einem musikalischen Elternhaus auf. Im Alter von vier Jahren begann er am Klavier zu üben, mit zehn Jahren hatte er seinen ersten Cello-Unterricht. Nach der Schulzeit folgte ein klassisches Violoncello-Studium bei Johannes Goritzki an der Musikhochschule Düsseldorf, welches er mit Auszeichnung abschloss. Tourneen führten Dähn in die Volksrepublik China, nach Russland, die USA, nach Brasilien und in alle wichtigen Musikzentren Europas. Von 1990 bis 1993 spielte er im Ensemble Modern in Frankfurt, wo er mit Künstlern wie Karlheinz Stockhausen, Ornette Coleman und Frank Zappa arbeitete.
Dähn war von 1991 bis 2024 Solocellist der Württembergischen Philharmonie Reutlingen.
Anfang der 1990er Jahre entwickelte Dähn ein elektrisches Cello und begann eigene musikalische Projekte in den Bereichen elektronische und experimentelle Musik, Jazz, Improvisation und Klangkunst. Mit dem Elektrocello spielt Dähn in mehreren Formationen verschiedenster Musikstile und Genres, so auch mit Jaap Blonk, Mike Svoboda, Markus Stockhausen, Patrick Bebelaar und Dave Douglas.
1999 gründete Fried Dähn zusammen mit Thomas Maos das internationale Festival Creative Arts and Music Project (CAMP). Das Festival fand seither auf Einladung an verschiedenen Orten statt (2005 Montemor-o-Novo/Portugal, 2007 WKV Stuttgart – gefördert von der Kulturstiftung des Bundes, 2010 HfG Karlsruhe, 2011 Zagreb / Kroatien). 2009 feierte das Festival zehntes Jubiläum im Württembergischen Kunstverein Stuttgart. Seit 2012 ist Dähn regelmäßig Mitwirkender bei der Zappanale in wechselnden Bandformationen.
2016 mit seinem Streichquartett Yellow String Quartet zusammen mit Grandmothers of Invention (Don Preston, Bunk Gardner und Ed Mann).
Seit 2004 ist Dähn Professor für Musik und Sound an der Hochschule für Gestaltung in Schwäbisch Hall. Seit 2010 ist er als Gutachter einer Agentur für Akkreditierungsverfahren von Hochschulen tätig. Außerdem ist er verantwortlich für die Konzeption des Studienganges Popmusik und Klangkunst an der neuen Kunsthochschule Munich Institute of Media and Musical Arts.

## Projekte und Festivals
- Ensemble Klangstein zusammen mit Klaus Feßmann, (Klangsteine) und Manfred Kniel, (Stein- und Wasser Perkussion). Das Trio gibt seine Konzerte bevorzugt in alten Kirchen und besonderen Orten, unter anderem in Chicago, Brüssel, auf der Zugspitze, Potsdamer Jazzfestival, auf der Schweizer Expo.02 in Biel, und im Salzburger Dom.
- (2003) Artist in Residence am Cleveland Institute of Art
- (2004) subtropics experimental music festival in Miami.[9]
- (2007) Workshop und Performance – Hochschule für Musik in Málaga.
- (2009) Sonic Visions Veranstaltungsreihe mit audiovisuellen Projekten sowie elektronischer und interaktiver Musik in den Räumen des Kulturveranstalters franz.K in Reutlingen.[10] Hier wurde 2010 Dähns Komposition Spanish Cat für Orchester uraufgeführt.[11]

## Videokunst
- (2007) Score Visual Music Marathon in Boston[12]
- (2007) Stuttgart Nachts im Rahmen der Ausstellung: Leuchtende Bauten Kunstmuseum Stuttgart.[13]

## Tonträger (Auswahl)
Dähns musikalisches Spektrum reicht von klassischer Kammermusik, über Jazz und elektronische Musik bis zu experimentellem Rock und eigenen Kompositionen für Electric Cello.
- Nachtmusik (Edition Musikat, 2001)
- Aqua (Klangsteine Records, 2003, mit Klaus Feßmann und Manfred Kniel)
- Sektor a/b (Klangsteine Records, 2005 mit Volker Demuth)
- Patrick Bebelaar: Pantheon (dml-records, 2007 mit Michel Godard, Herbert Joos, Frank Kroll, Carlo Rizzo)
- Cuento (dml-records, 2009)
- The Brains: endorphine (Way Out Records, 2009, mit Thomas Maos, Axel Hanfreich, Gabriel Shalom)
- Now & Then (Flavoredtune, 2021)

## Werke
- (2006) Furado für 5 gleiche Instrumente und Tape
- (2006) Supercluster für Klavier, vier Spieler und Dirigent
- (2010) Spanish Cat kl. Orchester
- (2012) Cuento Streichquartett
- (2012) Langs Streichquartett
- (2012) Aura für Klangsteine und Streicher
- (2012) AamH für 7-stimmigen Chor und Streicher
- (2013) Crea für Sopran, Sprecher, Crotales und Sinustöne
- (2014) a few more für Bigband
- (2015) Wall Stream für 9 Instrumente
- (2016) 100 Dada für Doppel-Orchester, Schauspieler und Live-Video
- (2016) 12 Pages für Doppel-Jazz-Ensemble

## Schriften
- audio.visual von Holger und Cornelia Lund mit einem Essay von Friedemann Dähn: Audio.Visual – Formen und Möglichkeiten Verlag: Arnoldsche Art Publishers[14]